# États de Jersey
Chambre des États

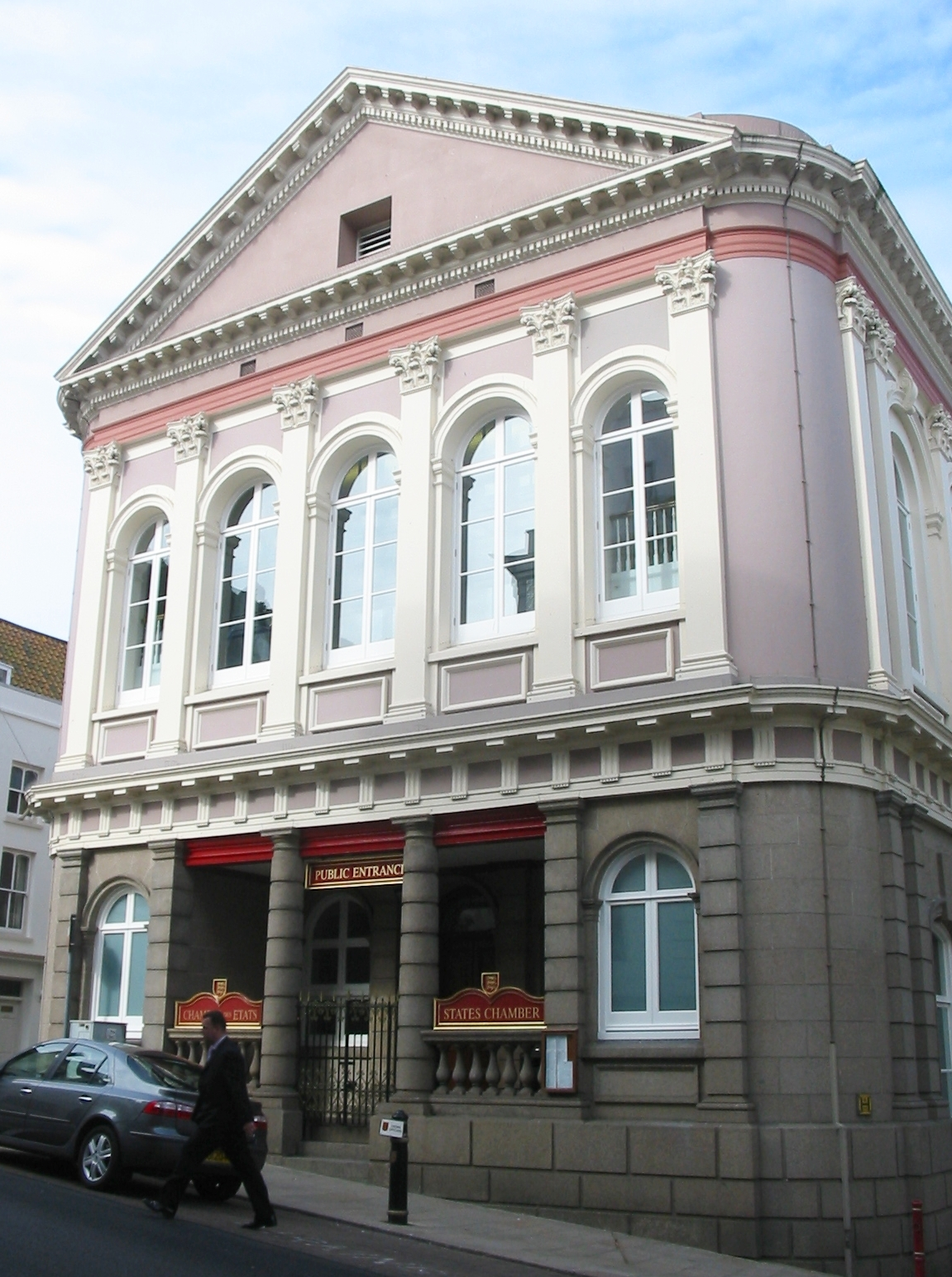
Façade de la Chambre des États de Jersey.

Les États de Jersey (en anglais : Jersey States ; en jersiais : Êtats d'Jèrri) ou Assemblée des États (en anglais : States Assembly) constituent le parlement du bailliage de Jersey, une dépendance de la Couronne britannique. Il est formé de 37 députés et de douze connétables correspondant aux paroisses du bailliage.

## Histoire
Les origines des États de Jersey remontent à 1204 et se trouvent dans le système de gouvernement autonome accordé conformément au droit normand et à la coutume de Normandie garantie aux îles Anglo-Normandes par le roi Jean d'Angleterre dit « Jean sans Terre », membre de la dynastie angevine des Plantagenêts et dernier fils du roi Henri II d'Angleterre et d'Aliénor d'Aquitaine.
La chambre des États de Jersey exerce pleinement le pouvoir législatif depuis l'abolition du pouvoir législatif de la Cour royale de Jersey selon l'application du Code des lois de 1771. 
La chambre des États de Jersey se réunit au sein d'un parlement monocaméral.
Le 6 novembre 1856, les États de Jersey ont adopté une loi pour ajouter 14 députés élus à la Chambre des États, pour contrebalancer le déséquilibre au sein de la population entre ville et campagne. Les premiers députés ont été élus 12 janvier 1857.
Le 1er décembre 1891 eut lieu la première élection à bulletins secrets.
La réforme constitutionnelle de 1948 a renforcé la séparation entre les pouvoirs législatif et judiciaire. Ainsi les jurés-justiciers désignés à vie ont été remplacés par des sénateurs élus pour un mandat de neuf ans, durée ensuite ramenée à six ans.
La radio BBC Jersey retransmet les séances principales des États de Jersey.

## Organisation
- Le lieutenant-gouverneur de Jersey a pour rôle d'agir de facto comme un chef d'État à Jersey. Il assure également la liaison entre le gouvernement de Jersey et le Royaume-Uni. Le titulaire de cette fonction est également membre des États de Jersey, mais ne peut pas voter et, par convention, ne parle à la Chambre que pour sa nomination et pour son départ.

51 membres élus composent la Chambre des États de Jersey :
- 12 connétables (fonction de maire ou bourgmestre de chaque paroisse)
- 10 sénateurs
- 29 députés

Autres membres présents mais sans pouvoir de voter:
- Le bailli qui préside la Chambre
- Le lieutenant-gouverneur de Jersey
- Le doyen de Jersey
- Le vicomte de Jersey (qui était le président de l'ancienne Cour Royale, devenue aujourd'hui le « département du vicomte » en collaboration avec le greffier)
- Le procureur du roi
- L'avocat de la Couronne

En vertu de la loi sur les États de Jersey de 2005, 22 des 51 membres forment l'exécutif : dix ministres forment le Conseil des ministres et douze sont nommés en tant que ministres adjoints ou ministres délégués.

## Pouvoir
La Chambre des États de Jersey débat et modifie les lois et règlements ; elle approuve le budget annuel et la fiscalité; elle nomme et révoque le Premier Ministre, les ministres, les présidents et membres des comités; Les membres de la Chambre participent aux questions et aux débats proposés par le Conseil des ministres, par les ministres ou par des membres individuels. Le pouvoir exécutif est exercé par le Premier Ministre et les neuf ministres, élus parmi les membres des États de Jersey et formant collectivement le Conseil des ministres. Les ministres sont responsables devant la Chambre des États de Jersey pour la conduite de leurs Ministères.